# 埃爾利蒙 (聖瑪利亞區)
埃爾利蒙（西班牙語：El Limón），是巴拿馬的城鎮，位於該國中南部，由埃雷拉省的聖瑪利亞區負責管轄，面積23.8平方公里，2010年人口1,221，人口密度每平方公里51.3人。